# Régiment de Beauce (1684-1749)
Pour l’article homonyme, voir Régiment de Beauce (homonymie).
Le régiment de Beauce est un régiment d’infanterie du royaume de France créé en 1684 et incorporé dans le régiment de Talaru en 1749.

## Création et différentes dénominations
- 23 septembre 1684 : création du régiment de Beauce, au nom de cette province
- 18 février 1749 : incorporé dans le régiment de Talaru

## Colonels et mestres de camp
- 23 septembre 1684 : N. de Pompadour, marquis de Laurière
- 11 mai 1692 : N. de La Chétardie
- 1703 : N. Du Repaire
- 20 janvier 1708 : Joseph Pierre Dejean de Manville, , brigadier le 1er février 1719 , maréchal de camp le 1er août 1734, lieutenant général des armées du roi le 20 février 1743, † 15 août 1745, âgé de 68 ans
- 1er août 1734 : N. de Caumont, duc de La Force
- 1741 : N. marquis de La Force, frère du précédent.
- 1744 : N., chevalier de Rochechouart
- 1er décembre 1745 : Louis Marie Gaston de Mirepoix, comte de Lévis-Lézan, brigadier le 23 juillet 1756

## Historique des garnisons, combats et batailles
- 1689 - 1697 : sur les côtes
- 1701 : Italie, Mantoue ; garnison de Mantoue
- 1707 : Flandre
- 11 juillet 1708 : Audenarde
- 1709 : Rhin,
- 1710 : Flandre
- 1711 : Arleux
- 1712 : Douai, Le Quesnoy, Bouchain
- 1733 : Rhin, Kehl
- 1734 : Philippsbourg ( 2 juin - 18 juillet)
- 1735 : Klausen
- 1741 : Bohême
- 1742 : Prague. Y reste après la retraite avec le lieutenant-colonel de Chevert ; conduit à Egra avec deux canons aux frais de la reine de Hongrie
- 1743 : Alpes
- 30 septembre 1744 : La Madonna de l’Ulmo, où le colonel est tué
- 1746 : Plaisance, Tidone
- 1747 : Nice, Bataille d'Assietta

## Drapeaux
3 drapeaux, dont un blanc colonel, et 2 d’ordonnance, « noirs & bleux en pointe dans les quarrez par opposition, & croix blanches ».

Drapeau d’ordonnance
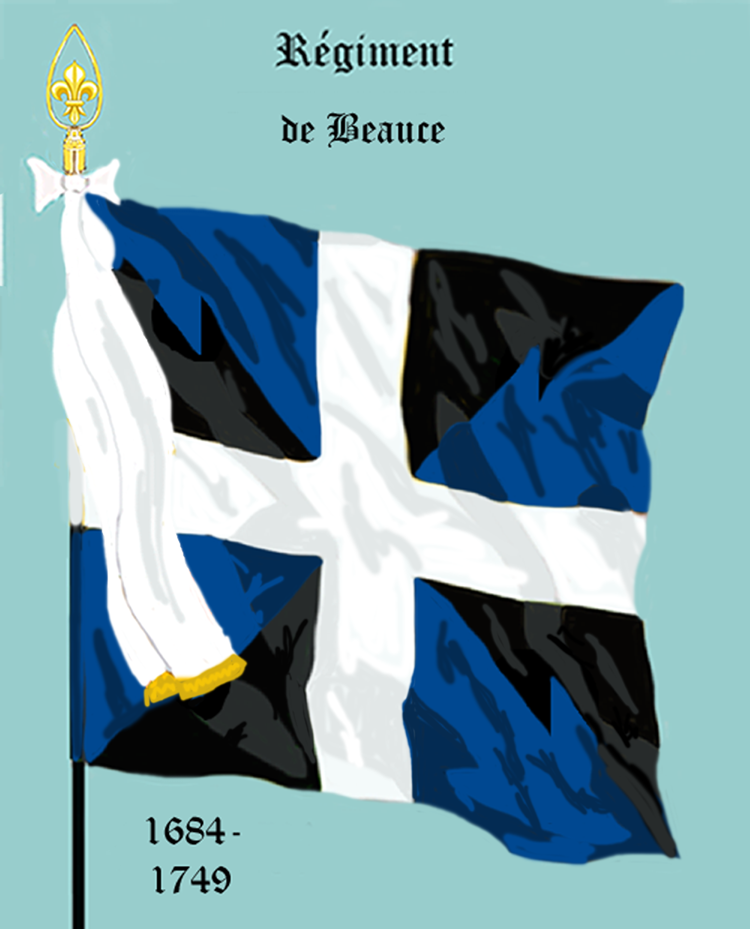
régiment de Beauce de 1684 à 1749

## Habillement
Parements rouges ; boutons et galon dorés.

Uniformes
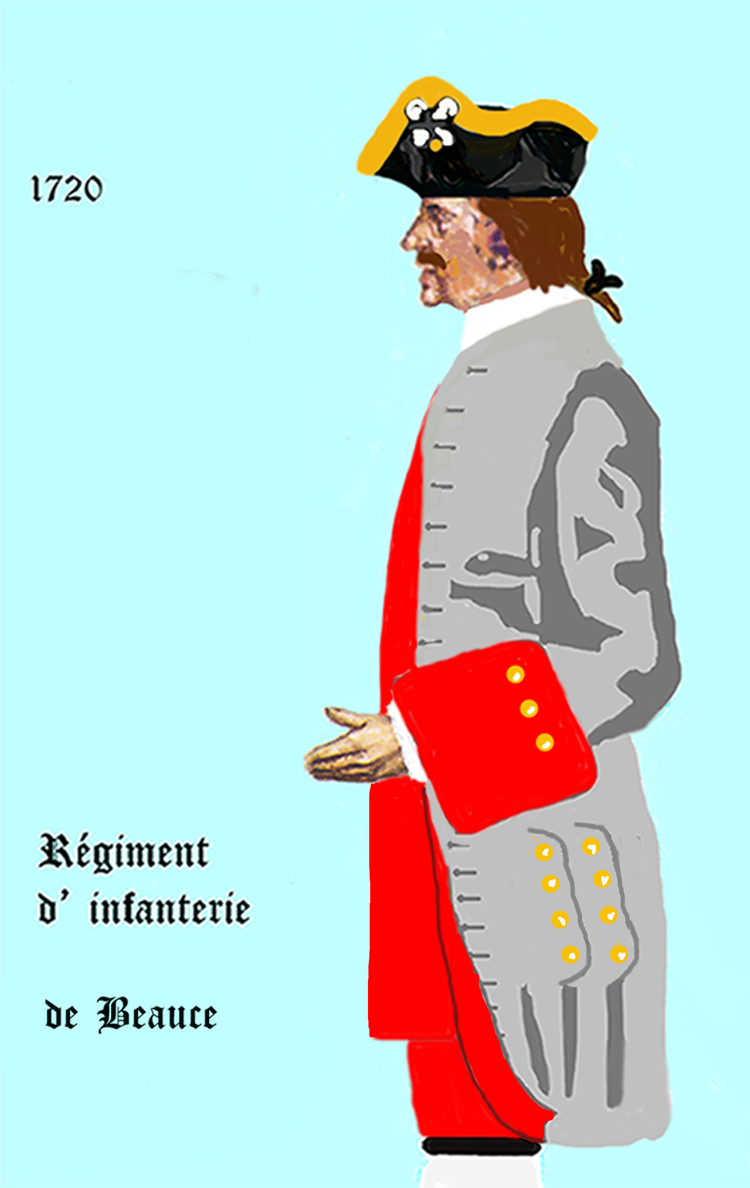
régiment de Beauce de 1720 à 1734
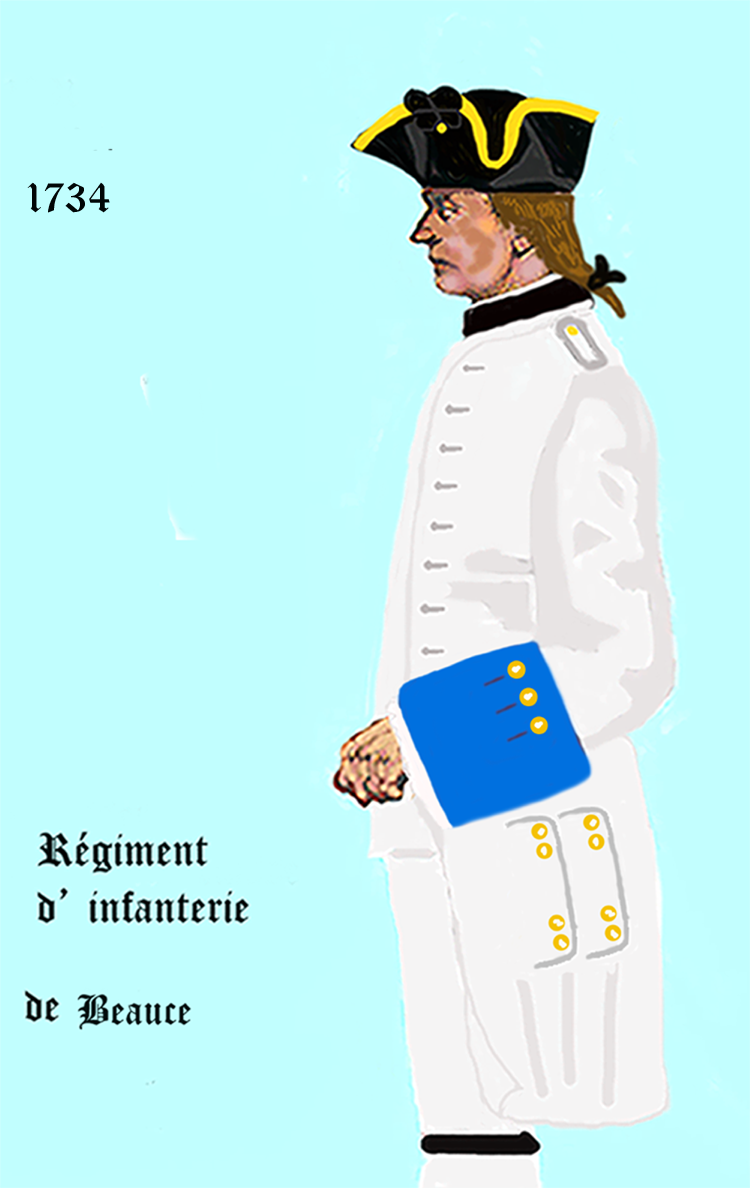
régiment de Beauce de 1734 à 1740
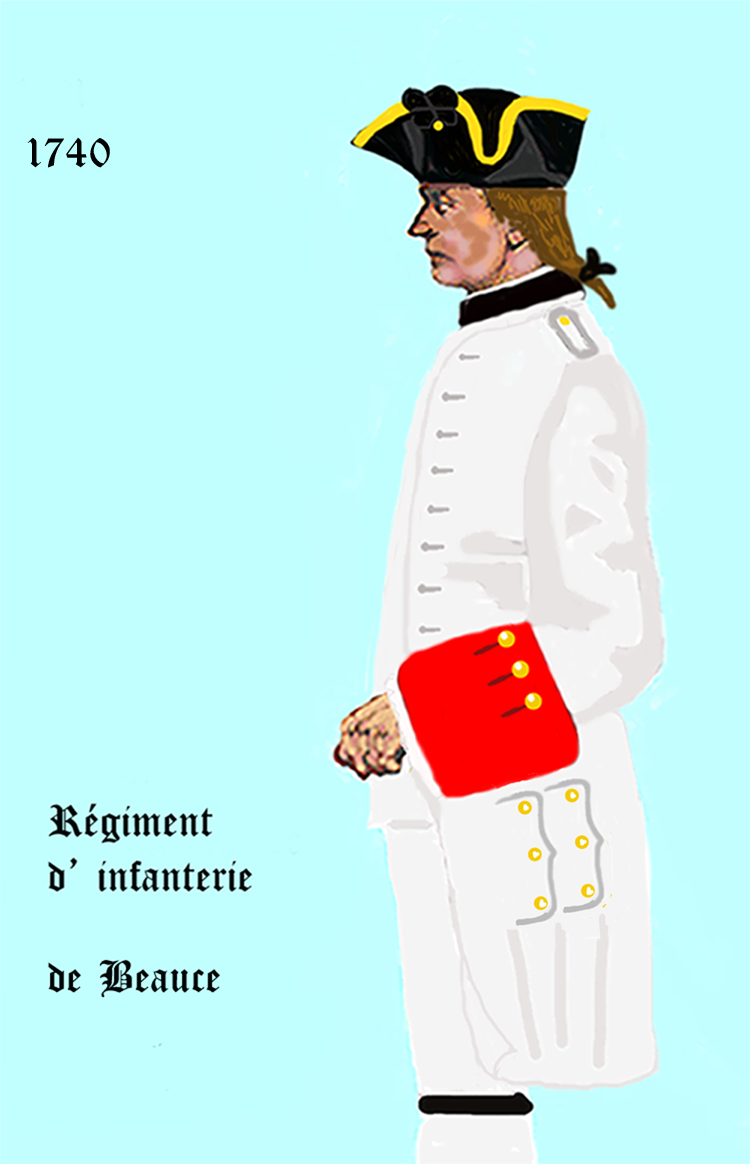
régiment de Beauce de 1740 à 1749